# Escoba del 15
La Escoba (también llamado Escoba del 15, Escoba de 15, Escoba Real o simplemente Escoba) es un juego de cartas de dos hasta seis jugadores, que se juega con una baraja española de 40 cartas, aunque también se puede hacer con la baraja francesa.
El objetivo principal de la Escoba es obtener la mayor cantidad de puntos capturando o "barriendo" cartas de la mesa haciendo grupos de cartas que sumen 15 puntos, teniendo en cuenta que cada una de ellas tiene el valor del número que representa, a excepción de la sota que vale 8, el caballo que vale 9 y el rey que vale 10 (solo en la mesa, no en la mano).
Hay una variante de la escoba llamada la desescoba.
Es muy similar a un juego, de origen italiano, denominado scopa; muy popular en toda Italia desde el XVIII. Existe una variante brasileña también llamada escopa; pero la variante española, denominada en Italia scopa a quindici, es muy popular tanto en España como en América.
En la escoba se pueden sumar de 2 a 5 mazos individuales.

## Reglamento

### Recogida inicial
El juego comienza repartiendo el mazo de a tres cartas para cada jugador y poniendo cuatro cartas boca arriba de la mesa, no pudiendo el jugador oponente ver las cartas de su rival.
El jugador que empieza (el mano) suele ser, en Chile, el que se encuentra a la derecha del que reparte (el pie) aunque también se puede iniciar el juego en sentido de las agujas del reloj (el jugador que empieza está a la izquierda del repartidor o el postre, que es el último en jugar) y por lo tanto será el primero en jugar una carta para intentar hacer baza. 
Un jugador juega la carta que más le convenga de entre las que tiene en la mano, poniéndola sobre la mesa y tratando de sumar 15 puntos con esta carta y cuantas pueda de las que están en la mesa (puede tomar la cantidad de cartas que necesite para sumar 15). Si lo consigue recoge las mismas, dejando sobre la mesa las cartas sobrantes (las cartas que se recogen se sitúan en un montón junto al jugador boca abajo). Si no consigue sumar 15 o no se da cuenta de que puede sumar 15, se debe deshacer de una carta que colocará boca arriba junto al resto de cartas del tapete. Si las 4 cartas iniciales dan el valor de 15 es un real en mesa. El jugador que reparte puede levantar la primera escoba.

### Escoba
Si consigue sumar 15 puntos con todas las cartas del tapete se dice que ha hecho una escoba. En ese caso al recoger las cartas para ponerlas con el resto de las bazas ganadas se suele poner una de las cartas boca arriba y cruzada con el resto de sus cartas a modo de marca para poder contar al final de la mano los puntos ganados. Como es lógico, el siguiente jugador después de una escoba no podrá hacer baza y se limitará a poner una carta sobre el tapete. El tapete puede estar compuesto por 1, 2, 3, 4, 5, 6, etc. Es decir, si el jugador logra 15 puntos con las cartas que estén en el tapete (independientemente de que el tapete tenga 1, 2, 3, 4, 5, etc.) se considera baza de mesa y quien la hace sigue jugando hasta que decida descartar una carta.

### Real en mesa
Cuando se reparten las cartas al inicio del juego y se encuentra que las cuatro que ha descubierto sobre las cartas para pasar a la otra jugada. Cabe destacar que solo el jugador que repartió las cartas puede realizar este movimiento. Cuando haces un Real en mesa todas las cartas son escoba. (En Uruguay, como opción adicional, en el caso de que la suma en la mesa dé 30 puntos, gana dos puntos quien reparte).

#### Real en mano
Es bono que puede hacer el juego más interesante, si sus cartas de la mano suman 15 cuentan como 3 escobas. Es parecida a la Real en mesa tradicional, se debe tapar para que valgan los puntos
. No hace falta que sea el repartidor.

### Nuevo reparto de cartas
Por último, una vez jugadas las tres cartas de cada jugador repartidas inicialmente, el encargado de repartir (el pie), dará tres cartas más a cada uno en el mismo orden que se hizo antes, pero sin poner ninguna sobre el tapete, ya que en este habrán quedado las sobrantes de las bazas anteriores. A continuación se procede del mismo modo a jugar sus cartas cada jugador y a repartir otras tres hasta que se haya finalizado el mazo.

### Renuncio
En caso de que un jugador haya hecho renuncio, es decir ha descartado una carta con la que podía sumar 15 normalmente, por despiste, se pueden tomar dos vías, una de ellas debe quedar definida antes de comenzar a jugar, a la hora de elegir las reglas: 
- O no sumar ningún punto al causante del renuncio y sumar los puntos obtenidos por él al resto de jugadores, con lo que el causante del renuncio sale notablemente perjudicado.
- O ser aprovechado por otro jugador y sumar 15 sólo con las cartas que hay sobre el tapete (a esto se le llama baza de mesa), al  mismo jugador que haya conseguido la baza de mesa le corresponde el turno siguiente, es decir podrá sumar 15 si es posible o descartar.

### Cartas sobrantes al final de la mano
Cuando todos los jugadores hayan jugado sus cartas y no queden más para repartir, habrán quedado sobre el tapete una o varias cartas con las que es imposible sumar 15. En ese momento se ha de verificar que las cartas sobrantes suman 10, 25, 40, 55 y 70 esto es matemáticamente cierto y de no ser así indicaría que alguno de los jugadores ha cometido algún error en alguna de sus jugadas (llevándose una baza que no sumaba 15). Si efectivamente suman una de esas cantidades, serán recogidas por el jugador que ganó baza por última vez y las contará como suyas en el recuento final de puntos.

### Recuento de puntos
- Un punto por escoba.
- Un punto para quien tenga el 7 de oros, también llamado "el velo" ( del italiano "bello", hermoso) , "siete hermoso", el "siete de velos" o "el guindis" (en caso de baraja inglesa, el 7 de diamantes).
- Un punto para el que tenga el mayor número en la setenta o que tenga la primera. (En España este punto no se juega de esta manera, ganaría un punto más el que consiga el mayor número de cartas con valor 7, en caso de empate no sumaria nadie este punto)
- Un punto para quien tenga el mayor número de cartas.
- Dos puntos para quien tenga el mayor número de oros. En Argentina y Chile solamente un punto.

### Fin del juego
Gana el jugador que en sucesivas manos llega antes a conseguir los puntos fijados al principio de la partida (normalmente 15)

### Cálculo de las Setenta
Para calcular los puntos obtenidos por la "Setenta" es necesario averiguar la carta de mayor puntaje que se haya levantado de cada palo. Si no se tiene ninguna carta de algunos de los 4 palos entonces su "Setenta" suma cero puntos y no se puede competir por ella. Cada una de ellas suman puntos de la siguiente manera:
- Figuras (Reyes, Caballos y Sotas): 0 puntos cada una.
- Doses: 2 puntos cada uno.
- Treses: 3 puntos cada uno.
- Cuatros: 4 puntos cada uno.
- Cincos: 5 puntos cada uno.
- Ases: 5,50 puntos cada uno.
- Seises: 6 puntos cada uno.
- Sietes: 7 puntos cada uno.

En algunos lugares se les cuenta como escoba si tienes el 7 "velo" y sota de oro 
Segunda forma para puntear distinto:
- Figuras (Reyes, Caballos y Sotas): 10 puntos cada una.
- Doses: 12 puntos cada uno.
- Treses: 13 puntos cada uno.
- Cuatros: 14 puntos cada uno.
- Cincos: 15 puntos cada uno.
- Ases: 16 puntos cada uno.
- Seises: 18 puntos cada uno.
- Sietes: 21 puntos cada uno.

Tercera forma para puntear distinto:
- Figuras (Reyes, Caballos y Sotas): 1 punto cada una.
- Doses: 4 puntos cada uno.
- Treses: 6 puntos cada uno.
- Cuatros: 8 puntos cada uno.
- Cincos: 10 puntos cada uno.
- Ases: 11 puntos cada uno.
- Seises: 14 puntos cada uno.
- Sietes: 17,50 puntos cada uno (Así los 4 Sietes sumarían Setenta).
  - Matemáticamente parecería mejor con esta forma, porque se ve que no alcanza con tener 3 Sietes y 1 Figura para ganar, ya que con 1 Siete, 2 Seis y 1 Uno se le gana, y con 1 Siete, 1 Seis y 2 Unos se le empata.

Cuarta forma para puntear distinto:
- Figuras ( Reyes, Caballos, Sotas ): 0 puntos cada una
- As, Dos, Tres, Cuatro, Cinco, Seis y Siete: el valor literal de la carta.

Cuando el juego sea de 3 o 4 participantes, es necesario ponerse de acuerdo antes de empezar si para poder competir por el punto de la "Setenta", es o no requisito necesario tener aunque sea 1 Siete.

### Variante: sietes
En algunos lugares no se aplica el punto a setenta, sino que se otorga uno a aquel que posea el mayor número de sietes.al finalizar la partida las cartas que quedan en mesa serán recogidas por el último jugador en recoger

### Reglas opcionales
- Un punto al que tiene más figuras
- Un punto adicional al que teniendo más cartas, los restantes jugadores tengan, todos ellos, menos de 10 cartas.
- Un punto al que tiene primera o setenta: la mayor suma de 4 cartas menores de 8 de diferentes palos (en caso de que ningún jugador tenga todos los sietes).
- Un punto adicional al que, teniendo el mayor número de oros, los tenga todos -en caso de la baraja inglesa todos los diamantes-.
- Un punto adicional al que, teniendo el mayor número de sietes, los tenga todos.

Dependiendo de las reglas con las que se juegue, en caso de que dos jugadores empaten en el máximo número de cartas, oros, o sietes; o bien no se concede el punto a nadie, o bien se le da un punto a cada jugador del empate.
Si la jugada está mal al jugador no le cuentan la 4 en naipes pero eso no significa que le pasen esos puntos al otro jugador.

### Nueva mano
Finalizados todos los recuentos y anotaciones, el jugador que se encuentra a la derecha del que repartió inicialmente recoge las cartas, las baraja y da a cortar el mazo al de su izquierda y procede a repartir (en el orden en que se haya establecido al inicio) cartas para la siguiente mano, así sucesivamente hasta llegar a la puntuación establecida como final de la partida.

### Otras variaciones de las reglas
- Al hacer el recuento de puntos de la primera en el caso de que un jugador no posea cartas menores de 8 de algún palo se dice que la primera está coja y pierde el derecho a disputar el punto, independientemente de la suma de sus otras cartas.
- En el caso de que se juegue de tres jugadores y haya empate en la cantidad de oros (por ejemplo, dos jugadores con 4 oros y uno con 2) el punto de los oros se le concede al jugador que obtuvo la menor cantidad de oros, siempre y cuando este haya obtenido alguno (de este modo si hay dos jugadores con 5 oros y uno con 0 no se concede el punto). Esta regla también es aplicable al punto por tener más cartas o a la primera (en el primer caso el jugador debe haber recogido cartas y en el segundo no tener una primera coja).
- En Chile se considera también como "escoba" cuando en el reparto, las 3 cartas entregadas a un jugador suman 15 (llamándole aquí "escoba en mano o real en mano"). Sólo es válida cuando participan 3 o 4 jugadores. Otra variación importante es que esta escoba cuenta por 3 puntos, mientras que la escoba de mano (en Chile se le llama "escoba en mesa") vale 4 puntos (un punto por cada carta).
- En Chile para que una escoba sea válida, el jugador o pareja debe tapar las cartas que hicieron la "escoba".

Solo puede ser real en mesa si solo las 4 cartas iniciales dan el valor de 15
- En Chile al jugar hasta obtener los 15 puntos, gana el que llega a 15 y pierde si se pasa de este.

### Consejos de estrategia
La prioridad en las jugadas deberá ser la siguiente:
- La primera no hacer renuncio.
- Aprovechar las ocasiones de hacer escoba ya que cada una es un punto asegurado.
- No se puede dejar perder el 7 de oro, este también es un punto asegurado.
- Aprovechar las ocasiones de coger los sietes.
- Priorizar las bazas con oros antes de las bazas que no los tienen.
- Coger en cada baza el mayor número de cartas posible aprovechándose de las que tienen poco valor.

las 3 cartas de la mano deberán ser de mismo palo), 3 del 9 (las 3 cartas de la mano deberán sumar 9 o menos), Escalera (las 3 cartas de la mano deberán ser consecutivas numéricamente), Media Básica (2 cartas de la mano de mismo número y un comodín, o 2 comodines y una carta cualquiera) y por último la Básica (las 3 cartas de la mano tienen el mismo número). Las combinaciones deberán ser nombradas por su nombre al inicio de cada mano y al mismo tiempo el jugador deberá mostrar sus cartas. En este estilo de juego se puede notar una mayor preponderancia por el azar en el reparto de cartas, y por el uso acertado de los comodines, es por eso que es posible que en algunos lados a los cuatro puntos tradicionales (7 de Oro, Oros, Setenta y Cartas) se les den 3 puntos y no 1 punto. Normalmente el juego termina cuando se llega a 71 puntos.
Valores asignados (el alto puntaje de algunas combinaciones indica que se suele jugar a más puntos):
- 7 de oro: 2 puntos
- 12 de oro: 1 punto
- Media básica: 10 puntos
- Básica: 20 puntos

### Variantes de la Escoba
Se encuentran algunas variantes, una es la Desescoba (también conocidas como "Escoba a menos" o "Escoba retorcida" o "Escoba negada"), que es igual solo que gana el que menos puntos consiga, y otro es La verdulera que con fichas u otras cosas se juntan puntos y al llegar al 20 ganan, y se agregan otros juegos como flor (tres cartas del mismo palo), 20 en (palo) (se juntan un rey y un caballo de un mismo palo), verdulera (si se juntan 3 cartas del mismo número), etc.

### Maneras de cantar Básica
- Media Básica: La media básica se puede formar con 2 comodines (el 1,7 y 12 de oro) y una carta cualquiera, O un comodín y 2 cartas iguales. Esa básica vale 10 puntos.
- Básica: La básica se forma por las 3 cartas iguales y sin comodines. Esa básica vale 20 puntos.
- Básica Real: La básica real se forma por los 3 comodines. Suma un total de 26 tantos, porqué se canta: Básica Real (que vale 20 puntos), 3 de nueve (que vale 3 puntos), y flor (que vale 3 puntos).